# 九州大学大学院歯学研究院・大学院歯学府・歯学部

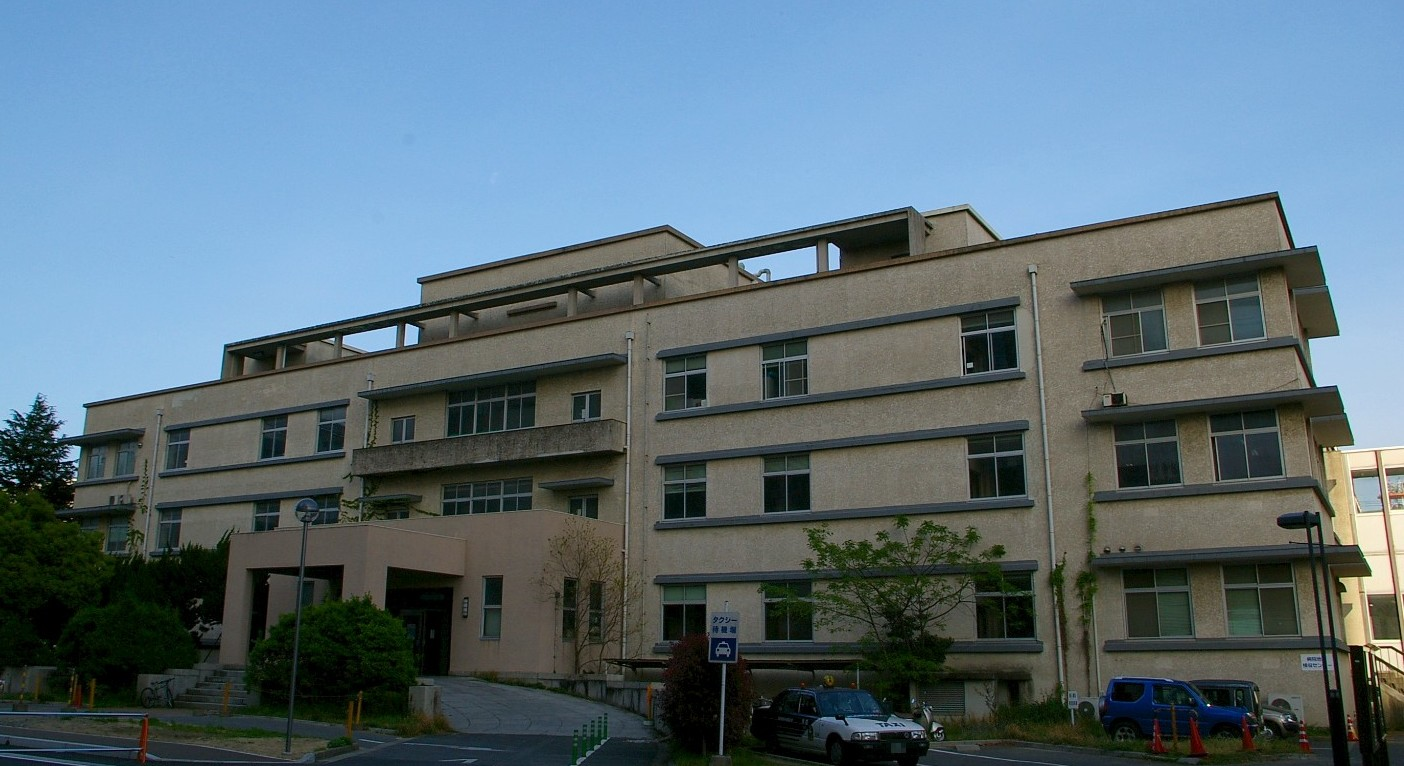
歯学部臨床研究棟

九州大学大学院歯学研究院（きゅうしゅうだいがくだいがくいんしがくけんきゅういん、英称:Faculty of Dental Science）は、九州大学大学院に設置される研究科以外の研究組織の一つであり教員が所属する。九州大学大学院歯学府（きゅうしゅうだいがくだいがくいんしがくふ、英称:Graduate School for Dental Science）は九州大学大学院に設置される研究科以外の教育組織の一つであり大学院生が所属する。九州大学歯学部（きゅうしゅうだいがくしがくぶ、英称: Faculty of Dentistry）は、九州大学に設置される学部の一つである。

## 概要
九州大学歯学部は、1922年に設立された九州帝国大学医学部に設立された歯科学講座を前身とし、1967年に国立大学6校目の歯学部として医学部から独立して設立された。初代学部長は藤野博。2000年には大学院重点化を行い、"Overall Well-being through Oral Health"の理念が定められた。超高齢化社会のなかで健全な口腔機能の維持による健康寿命の延長を実現するため、2015年にOBT研究センターを設立した。附属病院として九州大学病院を設置している。

## 沿革
- 1922年 - 九州帝国大学医学部に歯科学講座を開設[1]。
- 1927年 - 歯科口腔外科学講座に改称[1]。
- 1967年 - 医学部から独立し、歯学部及び大学院歯学研究科を設立[1][2]。
- 2000年 - 大学院重点化[1]。大学院歯学研究院及び大学院歯学府を設置[2]。

## 学科
- 歯学科[3]
  - 入学定員80名[4]

## 著名な出身者
- 有地榮一郎 - 歯学者、愛知学院大学教授、元日本歯科放射線学会理事長
- 小川隆広 - 歯学者、カリフォルニア大学ロサンゼルス校教授、国際歯科医学学会William J. Gies賞、アメリカ補綴学会最高学術賞
- 古谷野潔 - 歯学者、九州大学教授、元日本補綴歯科学会理事長
- 永田俊彦 - 歯学者、徳島大学教授、元アジア太平洋歯周病学会会長、日本歯周病学会理事長、康楽賞